# لناره
لناره (به چکی: Lnáře) یک منطقهٔ مسکونی در جمهوری چک است که در ناحیه ستراکونیتسه واقع شده‌است. لناره ۷۳۴ نفر جمعیت دارد.